# Marie-France Brière (audiovisuel)
Pour les articles homonymes, voir Brière (homonymie) et Marie-France Brière.
Marie-France Brière est une réalisatrice, productrice et directrice des programmes de chaînes de télévision françaises, née en août 1942.

## Biographie
Née d'une mère argentine et d'un père français commandant de paquebot, Marie-France Brière commence sa carrière en 1961, lorsqu'en vacances au Brésil, elle entend dans la rue la chanson Brigitte Bardot, Bardot… Brigitte beijo, beijo du Paraguayen Digno Garcia. Elle fait traverser l'Atlantique à ce tube pour inonder les ondes de radio françaises en étant produite chez Barclay. En échange de cette pépite, le faiseur de tubes yé-yé, Lucien Morisse, l'engage à Europe 1. Elle consacre alors plus de dix ans de son existence à la réalisation radiophonique.
En 1975, elle rejoint TF1 puis Antenne 2 à la demande de Jacques Martin pour créer Dimanche Martin. Puis elle crée avec Stéphane Collaro le Collaro show avant un passage à la direction de Radio 7.
En 1978-1979, elle anime l'émission de variétés Exclusif tournée en extérieur, dans laquelle les artistes donnent des prestations dans des lieux différents et répondent à des interviews et où Marie-France se promène un peu partout dans une même ville où elle rencontre différents artistes (à ne pas confondre avec l'émission du même titre diffusée sur TF1 à la fin des années 1990, présentée par Frédéric Joly). Cette série d'émissions est régulièrement rediffusée sur la chaîne du câble Télé Melody.
En 1983, Hervé Bourges la nomme responsable de l'unité de programme de variétés de TF1 avec pour mission de redresser l'audience sinistrée. Elle installe alors toutes les vedettes de variétés de la Une, comme Patrick Sabatier, Stéphane Collaro et Patrick Sébastien. Elle fait appel au D.J., rappeur et danseur Sidney qui anime pendant l’année 1984 l’émission hebdomadaire H.I.P. H.O.P. entièrement consacrée au hip-hop (rap et break dance), une première mondiale. Elle confie sa propre émission à l'homme d'affaires Bernard Tapie en février 1986, avec Ambitions, qui mêle pour la première fois variétés et économie. Elle importe et produit le jeu américain La Roue de la fortune qui cartonne chaque soir sur TF1. À coups de paillettes, de strass et du flair, ses émissions à 47 % d'audience mettent TF1 en tête des audiences en seulement deux années.
À la suite de la privatisation de TF1 en avril 1987, elle rejoint Robert Hersant et Silvio Berlusconi sur La Cinq avec toutes les stars de TF1 pour y superviser les variétés et divertissements sous la direction de Carlo Freccero. Elle installe à l'antenne Patrick Sabatier, Stéphane Collaro, Patrick Sébastien, Thierry Ardisson ainsi que Guillaume Durand dans Face à France, ou Childéric.
Elle quitte La Cinq fin 1989, pour prendre la direction des variétés et divertissements ainsi que des programmes jeunesse d'Antenne 2 (1990-1992) puis France 2 (1992-1994). Elle crée le dessin animé Princesse Shéhérazade qui fera le tour du monde.
Elle met à l'antenne La Télé des Inconnus, Taratata de Nagui et le magazine pour la jeunesse Giga reprenant l'esprit de Perfecto, émission qu'elle avait lancée sur La Cinq un an plus tôt. Elle quitte la direction des variétés de France 2 en 1994 et rejoint le groupe Expand et produit notamment Fort Boyard, .
En 2004, elle crée sa propre société de production « La curiosité » où elle continue à produire des documentaires de création pour France Télévisions et TV5 Monde.
Depuis 2008, elle est déléguée générale du festival du film francophone d'Angoulême qu'elle a créé avec Dominique Besnehard et Patrick Mardikian.
En décembre 2023, elle est signataire de la tribune controversée N'effacez pas Gérard Depardieu visant notamment à défendre la présomption d'innocence de Gérard Depardieu, alors accusé de viol, agression sexuelle et harcèlement sexuel. Le 20 janvier, les élus du conseil municipal de La Couronne décident de débaptiser le théâtre « LES 2B » (Brière, Besnehard) à cause de la signature de Dominique Besnehard et Marie-France Brière à la tribune de soutien.

## Distinctions personnelles
- Chevalier de la Légion d'honneur (décret du 31 décembre 2023)[6]